# Bjärka-Säby (stacja kolejowa)
Bjärka-Säby (szwedzki: Bjärka-Säby järnvägsstation) – stacja kolejowa w południowej części gminy Linköping, w regionie Östergötland, w Szwecji, w miejscu, w którym Tjustbanan łączy się ze Stångådalsbanan. Budynek stacji, który był czynny do wczesnych lat 90., znajduje się w małym miasteczku Bjärka-Säby, niedaleko zamku Bjärka-Säby o tej samej nazwie. Jednak pociągi nie zatrzymują się już na stacji, ponieważ linie Tjust i Stångådal nie obsługują ruchu pasażerskiego od początku XXI wieku.

## Linie kolejowe
- Stångådalsbanan
- Tjustbanan